# Oreoderus waterhousei
Oreoderus waterhousei är en skalbaggsart som beskrevs av Raffaello Gestro 1891. Oreoderus waterhousei ingår i släktet Oreoderus och familjen Cetoniidae. Inga underarter finns listade i Catalogue of Life.